# Pseudorhabdosynochus morrhua
Espèce
Pseudorhabdosynochus morrhua est une espèce de Monogène Diplectanidae parasite sur les branchies d'un mérou. L'espèce a été décrite en 2008 .

## Description

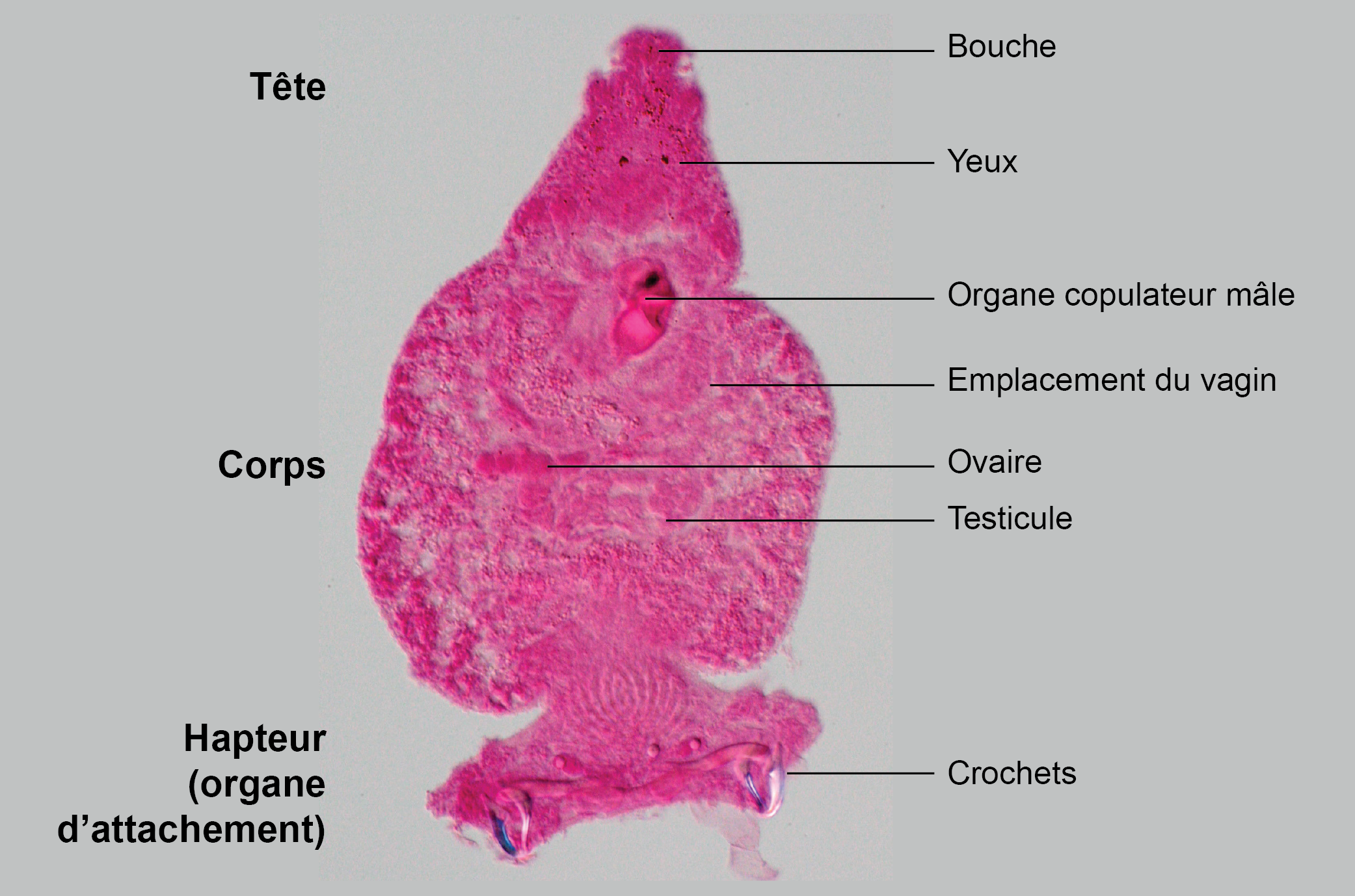
Pseudorhabdosynochus morrhua - avec légendes des parties et organes

Pseudorhabdosynochus morrhua est un monogène de petite taille, de 0,3-0,5 mm de longueur. L'espèce a les caractéristiques générales des autres espèces du genre Pseudorhabdosynochus, avec un corps plat et un hapteur postérieur qui est l'organe par lequel le Monogène s'attache à la branchie du poisson-hôte. Le hapteur porte deux squamodisques, un ventral et un dorsal. L'organe copulateur mâle sclérifié, ou "organe tétraloculé" a la forme d'un haricot avec quatre chambres internes, comme chez les autres espèces de Pseudorhabdosynochus .
Le vagin inclut une partie sclérifiée, qui est une structure complexe et très longue. L'espèce la plus proche de Pseudorhabdosynochus morrhua par la structure de son vagin est Pseudorhabdosynochus dolicocolpos Neifar & Euzet, 2007, une espèce décrite de la Méditerranée ,.

## Étymologie
Le nom de cette espèce a été donné en référence au nom du poisson-hôte, Epinephelus morrhua .

## Hôtes et localités
L'hôte-type de Pseudorhabdosynochus morrhua est le mérou de profondeur  Epinephelus morrhua . La localité type est la pente externe du récif au large de Nouméa, Nouvelle-Calédonie. Cette espèce de mérou héberge aussi une autre espèce du même genre, Pseudorhabdosynochus variabilis.